# Toše Proeskiarena
De Toše Proeskiarena (Macedonisch: Арена Тоше Проески) is een multifunctioneel stadion in de Macedonische hoofdstad Skopje. Het stadion wordt voornamelijk gebruikt voor het spelen van de thuiswedstrijden van plaatselijke voetbalclubs FK Vardar Skopje en FK Rabotnički Skopje en wordt als eerste stadion gebruikt door het Macedonisch voetbalelftal. Het stadion, aanvankelijk Gradskistadion en later Philip II-arena genaamd, kreeg zijn huidige naam in 2019. Het stadion is vernoemd naar Toše Proeski, een populaire zanger die bij een auto-ongeluk om het leven kwam.
In 2017 werd in het stadion de wedstrijd om de UEFA Super Cup gespeeld tussen Real Madrid en Manchester United.

## Interlands
Het Macedonisch voetbalelftal speelde tot op heden in totaal 125 interlands in de Toše Proeskiarena.
| Voetbalinterlands | Voetbalinterlands | Voetbalinterlands                 | Voetbalinterlands | Voetbalinterlands   | Voetbalinterlands | Voetbalinterlands | Voetbalinterlands |
| №                 | Datum             | Wedstrijd                         | Uitslag           | Competitie          |                   |                   |                   |
| Gradski Stadion   | Gradski Stadion   | Gradski Stadion                   | Gradski Stadion   | Gradski Stadion     | Gradski Stadion   | Gradski Stadion   | Gradski Stadion   |
| ----------------- | ----------------- | --------------------------------- | ----------------- | ------------------- | ----------------- | ----------------- | ----------------- |
| 1                 | 8 november 1953   | Joegoslavië – Israël              | 1 – 0             | WK-kwalificatie     |                   |                   |                   |
| 2                 | 19 oktober 1969   | Joegoslavië – België              | 4 – 0             | WK-kwalificatie     |                   |                   |                   |
| 3                 | 15 november 1978  | Joegoslavië – Griekenland         | 4 – 1             | Balkan Cup          |                   |                   |                   |
| 4                 | 23 maart 1994     | Macedonië – Slovenië              | 2 – 0             | Oefeninterland      |                   |                   |                   |
| 5                 | 1 juni 1994       | Macedonië – Estland               | 2 – 0             | Oefeninterland      |                   |                   |                   |
| 6                 | 31 augustus 1994  | Macedonië – Turkije               | 0 – 2             | Oefeninterland      |                   |                   |                   |
| 7                 | 7 september 1994  | Macedonië – Denemarken            | 1 – 1             | EK-kwalificatie     |                   |                   |                   |
| 8                 | 12 oktober 1994   | Macedonië – Spanje                | 0 – 2             | EK-kwalificatie     |                   |                   |                   |
| 9                 | 17 november 1994  | Macedonië – Cyprus                | 3 – 0             | EK-kwalificatie     |                   |                   |                   |
| 10                | 7 juni 1995       | Macedonië – België                | 0 – 5             | EK-kwalificatie     |                   |                   |                   |
| 11                | 6 september 1995  | Macedonië – Armenië               | 1 – 2             | EK-kwalificatie     |                   |                   |                   |
| 12                | 24 april 1996     | Macedonië – Liechtenstein         | 3 – 0             | WK-kwalificatie     |                   |                   |                   |
| 13                | 14 november 1996  | Macedonië – Roemenië              | 0 – 3             | WK-kwalificatie     |                   |                   |                   |
| 14                | 12 maart 1997     | Macedonië – Australië             | 0 – 1             | Oefeninterland      |                   |                   |                   |
| 15                | 2 april 1997      | Macedonië – Ierland               | 3 – 2             | WK-kwalificatie     |                   |                   |                   |
| 16                | 7 juni 1997       | Macedonië – IJsland               | 1 – 0             | WK-kwalificatie     |                   |                   |                   |
| 17                | 11 oktober 1997   | Macedonië – Litouwen              | 1 – 2             | WK-kwalificatie     |                   |                   |                   |
| 18                | 25 maart 1998     | Macedonië – Bulgarije             | 1 – 0             | Oefeninterland      |                   |                   |                   |
| 19                | 18 april 1998     | Macedonië – Zuid-Korea            | 2 – 2             | Oefeninterland      |                   |                   |                   |
| 20                | 3 juni 1998       | Macedonië – Bosnië en Herzegovina | 1 – 1             | Oefeninterland      |                   |                   |                   |
| 21                | 6 september 1998  | Macedonië – Malta                 | 4 – 0             | EK-kwalificatie     |                   |                   |                   |
| 22                | 5 juni 1999       | Macedonië – Kroatië               | 1 – 1             | EK-kwalificatie     |                   |                   |                   |
| 23                | 8 september 1999  | Macedonië – Joegoslavië           | 2 – 4             | EK-kwalificatie     |                   |                   |                   |
| 24                | 9 oktober 1999    | Macedonië – Ierland               | 1 – 1             | EK-kwalificatie     |                   |                   |                   |
| 25                | 23 februari 2000  | Macedonië – Joegoslavië           | 1 – 2             | Oefeninterland      |                   |                   |                   |
| 26                | 6 oktober 2000    | Macedonië – Azerbeidzjan          | 3 – 0             | WK-kwalificatie     |                   |                   |                   |
| 27                | 15 november 2000  | Macedonië – Hongarije             | 0 – 1             | Oefeninterland      |                   |                   |                   |
| 28                | 28 februari 2001  | Macedonië – Tsjechië              | 1 – 1             | Oefeninterland      |                   |                   |                   |
| 29                | 28 maart 2001     | Macedonië – Turkije               | 1 – 2             | WK-kwalificatie     |                   |                   |                   |
| 30                | 2 juni 2001       | Macedonië – Moldavië              | 2 – 2             | WK-kwalificatie     |                   |                   |                   |
| 31                | 1 september 2001  | Macedonië – Zweden                | 1 – 2             | WK-kwalificatie     |                   |                   |                   |
| 32                | 7 oktober 2001    | Macedonië – Slowakije             | 0 – 5             | WK-kwalificatie     |                   |                   |                   |
| 33                | 21 augustus 2002  | Macedonië – Malta                 | 5 – 0             | Oefeninterland      |                   |                   |                   |
| 34                | 12 oktober 2002   | Macedonië – Turkije               | 1 – 2             | EK-kwalificatie     |                   |                   |                   |
| 35                | 20 november 2002  | Macedonië – Israël                | 2 – 3             | Oefeninterland      |                   |                   |                   |
| 36                | 29 maart 2003     | Macedonië – Slowakije             | 0 – 2             | EK-kwalificatie     |                   |                   |                   |
| 37                | 7 juni 2003       | Macedonië – Liechtenstein         | 3 – 1             | EK-kwalificatie     |                   |                   |                   |
| 38                | 6 september 2003  | Macedonië – Engeland              | 1 – 2             | EK-kwalificatie     |                   |                   |                   |
| 39                | 18 februari 2004  | Macedonië – Bosnië en Herzegovina | 1 – 0             | Oefeninterland      |                   |                   |                   |
| 40                | 31 maart 2004     | Macedonië – Oekraïne              | 1 – 0             | Oefeninterland      |                   |                   |                   |
| 41                | 28 april 2004     | Macedonië – Kroatië               | 0 – 1             | Oefeninterland      |                   |                   |                   |
| 42                | 18 augustus 2004  | Macedonië – Armenië               | 3 – 0             | WK-kwalificatie     |                   |                   |                   |
| 43                | 9 oktober 2004    | Macedonië – Nederland             | 2 – 2             | WK-kwalificatie     |                   |                   |                   |
| 44                | 17 november 2004  | Macedonië – Tsjechië              | 0 – 2             | WK-kwalificatie     |                   |                   |                   |
| 45                | 9 februari 2005   | Macedonië – Andorra               | 0 – 0             | WK-kwalificatie     |                   |                   |                   |
| 46                | 30 maart 2005     | Macedonië – Roemenië              | 1 – 2             | WK-kwalificatie     |                   |                   |                   |
| 47                | 17 augustus 2005  | Macedonië – Finland               | 0 – 3             | WK-kwalificatie     |                   |                   |                   |
| 48                | 1 maart 2006      | Macedonië – Bulgarije             | 0 – 1             | Oefeninterland      |                   |                   |                   |
| 49                | 6 september 2006  | Macedonië – Engeland              | 0 – 1             | EK-kwalificatie     |                   |                   |                   |
| 50                | 15 november 2006  | Macedonië – Rusland               | 0 – 2             | EK-kwalificatie     |                   |                   |                   |
| 51                | 2 juni 2007       | Macedonië – Israël                | 1 – 2             | EK-kwalificatie     |                   |                   |                   |
| 52                | 22 augustus 2007  | Macedonië – Nigeria               | 0 – 0             | Oefeninterland      |                   |                   |                   |
| 53                | 12 september 2007 | Macedonië – Estland               | 1 – 1             | EK-kwalificatie     |                   |                   |                   |
| 54                | 17 oktober 2007   | Macedonië – Andorra               | 3 – 0             | EK-kwalificatie     |                   |                   |                   |
| 55                | 17 november 2007  | Macedonië – Kroatië               | 2 – 0             | EK-kwalificatie     |                   |                   |                   |
| 56                | 6 februari 2008   | Macedonië – Servië                | 1 – 1             | Oefeninterland      |                   |                   |                   |
| 57                | 6 september 2008  | Macedonië – Schotland             | 1 – 0             | WK-kwalificatie     |                   |                   |                   |
| 58                | 10 september 2008 | Macedonië – Nederland             | 1 – 2             | WK-kwalificatie     |                   |                   |                   |
| Philip II Arena   |                   |                                   |                   |                     |                   |                   |                   |
| 59                | 6 juni 2009       | Macedonië – Noorwegen             | 0 – 0             | WK-kwalificatie     |                   |                   |                   |
| 60                | 10 juni 2009      | Macedonië – IJsland               | 2 – 0             | WK-kwalificatie     |                   |                   |                   |
| 61                | 12 augustus 2009  | Macedonië – Spanje                | 2 – 3             | Oefeninterland      |                   |                   |                   |
| 62                | 11 oktober 2009   | Macedonië – Qatar                 | 2 – 1             | Oefeninterland      |                   |                   |                   |
| 63                | 3 maart 2010      | Macedonië – Montenegro            | 2 – 1             | Oefeninterland      |                   |                   |                   |
| 64                | 7 september 2010  | Macedonië – Armenië               | 2 – 2             | EK-kwalificatie     |                   |                   |                   |
| 65                | 12 oktober 2010   | Macedonië – Rusland               | 0 – 1             | EK-kwalificatie     |                   |                   |                   |
| 66                | 9 februari 2011   | Macedonië – Kameroen              | 0 – 1             | Oefeninterland      |                   |                   |                   |
| 67                | 4 juni 2011       | Macedonië – Ierland               | 0 – 2             | EK-kwalificatie     |                   |                   |                   |
| 68                | 6 september 2011  | Macedonië – Andorra               | 1 – 0             | EK-kwalificatie     |                   |                   |                   |
| 69                | 11 oktober 2011   | Macedonië – Slowakije             | 1 – 1             | EK-kwalificatie     |                   |                   |                   |
| 70                | 15 augustus 2012  | Macedonië – Litouwen              | 1 – 0             | Oefeninterland      |                   |                   |                   |
| 71                | 12 oktober 2012   | Macedonië – Kroatië               | 1 – 2             | WK-kwalificatie     |                   |                   |                   |
| 72                | 16 oktober 2012   | Macedonië – Servië                | 1 – 0             | WK-kwalificatie     |                   |                   |                   |
| 73                | 14 november 2012  | Macedonië – Slovenië              | 3 – 2             | Oefeninterland      |                   |                   |                   |
| 74                | 6 februari 2013   | Macedonië – Denemarken            | 3 – 0             | Oefeninterland      |                   |                   |                   |
| 75                | 22 maart 2013     | Macedonië – België                | 0 – 2             | WK-kwalificatie     |                   |                   |                   |
| 76                | 14 augustus 2013  | Macedonië – Bulgarije             | 2 – 0             | Oefeninterland      |                   |                   |                   |
| 77                | 6 september 2013  | Macedonië – Wales                 | 2 – 1             | WK-kwalificatie     |                   |                   |                   |
| 78                | 10 september 2013 | Macedonië – Schotland             | 1 – 2             | WK-kwalificatie     |                   |                   |                   |
| 79                | 5 maart 2014      | Macedonië – Letland               | 2 – 1             | Oefeninterland      |                   |                   |                   |
| 80                | 9 oktober 2014    | Macedonië – Luxemburg             | 3 – 2             | EK-kwalificatie     |                   |                   |                   |
| 81                | 15 november 2014  | Macedonië – Slowakije             | 0 – 2             | EK-kwalificatie     |                   |                   |                   |
| 82                | 27 maart 2015     | Macedonië – Wit-Rusland           | 1 – 2             | EK-kwalificatie     |                   |                   |                   |
| 83                | 30 maart 2015     | Macedonië – Australië             | 0 – 0             | Oefeninterland      |                   |                   |                   |
| 84                | 8 september 2015  | Macedonië – Spanje                | 0 – 1             | EK-kwalificatie     |                   |                   |                   |
| 85                | 9 oktober 2015    | Macedonië – Oekraïne              | 0 – 2             | EK-kwalificatie     |                   |                   |                   |
| 86                | 12 november 2015  | Macedonië – Montenegro            | 4 – 1             | Oefeninterland      |                   |                   |                   |
| 87                | 17 november 2015  | Macedonië – Libanon               | 0 – 1             | Oefeninterland      |                   |                   |                   |
| 88                | 29 maart 2016     | Macedonië – Bulgarije             | 0 – 2             | Oefeninterland      |                   |                   |                   |
| 89                | 2 juni 2016       | Macedonië – Iran                  | 1 – 3             | Oefeninterland      |                   |                   |                   |
| 90                | 6 oktober 2016    | Macedonië – Israël                | 1 – 2             | WK-kwalificatie     |                   |                   |                   |
| 91                | 9 oktober 2016    | Macedonië – Italië                | 2 – 3             | WK-kwalificatie     |                   |                   |                   |
| Telekom Arena     |                   |                                   |                   |                     |                   |                   |                   |
| 92                | 28 maart 2017     | Macedonië – Wit-Rusland           | 3 – 0             | Oefeninterland      |                   |                   |                   |
| 93                | 5 juni 2017       | Macedonië – Turkije               | 0 – 0             | Oefeninterland      |                   |                   |                   |
| 94                | 11 juni 2017      | Macedonië – Spanje                | 1 – 2             | WK-kwalificatie     |                   |                   |                   |
| 95                | 11 november 2017  | Macedonië – Noorwegen             | 2 – 0             | Oefeninterland      |                   |                   |                   |
| 96                | 9 september 2018  | Macedonië – Armenië               | 2 – 0             | UEFA Nations League |                   |                   |                   |
| 97                | 13 oktober 2018   | Macedonië – Liechtenstein         | 4 – 1             | UEFA Nations League |                   |                   |                   |
| 98                | 19 november 2018  | Macedonië – Gibraltar             | 4 – 0             | UEFA Nations League |                   |                   |                   |
| 99                | 21 maart 2019     | Noord-Macedonië – Letland         | 3 – 1             | EK-kwalificatie     |                   |                   |                   |
| Toše Proeskiarena |                   |                                   |                   |                     |                   |                   |                   |
| 100               | 7 juni 2019       | Noord-Macedonië – Polen           | 0 – 1             | EK-kwalificatie     |                   |                   |                   |
| 101               | 10 juni 2019      | Noord-Macedonië – Oostenrijk      | 1 – 4             | EK-kwalificatie     |                   |                   |                   |
| 102               | 10 oktober 2019   | Noord-Macedonië – Slovenië        | 2 – 1             | EK-kwalificatie     |                   |                   |                   |
| 103               | 19 november 2019  | Noord-Macedonië – Israël          | 1 – 0             | EK-kwalificatie     |                   |                   |                   |
| 104               | 5 september 2020  | Noord-Macedonië – Armenië         | 2 – 1             | UEFA Nations League |                   |                   |                   |
| 105               | 8 oktober 2020    | Noord-Macedonië – Kosovo          | 2 – 1             | EK-kwalificatie     |                   |                   |                   |
| 106               | 14 oktober 2020   | Noord-Macedonië – Georgië         | 1 – 1             | UEFA Nations League |                   |                   |                   |
| 107               | 15 november 2020  | Noord-Macedonië – Estland         | 2 – 1             | UEFA Nations League |                   |                   |                   |
| 108               | 28 maart 2021     | Noord-Macedonië – Liechtenstein   | 5 – 0             | WK-kwalificatie     |                   |                   |                   |
| 109               | 1 juni 2021       | Noord-Macedonië – Slovenië        | 1 – 1             | Oefeninterland      |                   |                   |                   |
| 110               | 4 juni 2021       | Noord-Macedonië – Kazachstan      | 4 – 0             | Oefeninterland      |                   |                   |                   |
| 111               | 2 september 2021  | Noord-Macedonië – Armenië         | 0 – 0             | WK-kwalificatie     |                   |                   |                   |
| 112               | 8 september 2021  | Noord-Macedonië – Roemenië        | 0 – 0             | WK-kwalificatie     |                   |                   |                   |
| 113               | 11 oktober 2021   | Noord-Macedonië – Duitsland       | 0 – 4             | WK-kwalificatie     |                   |                   |                   |
| 114               | 14 november 2021  | Noord-Macedonië – IJsland         | 3 – 1             | WK-kwalificatie     |                   |                   |                   |
| 115               | 9 juni 2022       | Noord-Macedonië – Georgië         | 0 – 3             | UEFA Nations League |                   |                   |                   |
| 116               | 12 juni 2022      | Noord-Macedonië – Gibraltar       | 4 – 0             | UEFA Nations League |                   |                   |                   |
| 117               | 26 september 2022 | Noord-Macedonië – Bulgarije       | 0 – 1             | UEFA Nations League |                   |                   |                   |
| 118               | 17 november 2022  | Noord-Macedonië – Finland         | 1 – 1             | Oefeninterland      |                   |                   |                   |
| 119               | 20 november 2022  | Noord-Macedonië – Azerbeidzjan    | 1 – 3             | Oefeninterland      |                   |                   |                   |
| 120               | 23 maart 2023     | Noord-Macedonië – Malta           | 2 – 1             | EK-kwalificatie     |                   |                   |                   |
| 121               | 27 maart 2023     | Noord-Macedonië – Faeröer         | 1 – 0             | Oefeninterland      |                   |                   |                   |
| 122               | 16 juni 2023      | Noord-Macedonië – Oekraïne        | 2 – 3             | EK-kwalificatie     |                   |                   |                   |
| 123               | 9 september 2023  | Noord-Macedonië – Italië          | 1 – 1             | EK-kwalificatie     |                   |                   |                   |
| 124               | 20 november 2023  | Noord-Macedonië – Engeland        | 1 – 1             | EK-kwalificatie     |                   |                   |                   |
| 125               | 10 september 2024 | Noord-Macedonië – Armenië         | 2 – 0             | UEFA Nations League |                   |                   |                   |